# 丰特绍科德丰蒂杜埃尼亚
丰特绍科德丰蒂杜埃尼亚，是西班牙卡斯蒂利亚-莱昂塞戈维亚省的一个市镇。 总面积26平方公里，总人口307人（2001年），人口密度12人/平方公里。